# Protoparachronistis
Protoparachronistis is een geslacht van vlinders van de familie tastermotten (Gelechiidae).

## Soorten
- P. concolor Omelko, 1986
- P. discedens Omelko, 1986
- P. initialis Omelko, 1986